# Gene Bervoets
Pour les articles homonymes, voir Bervoets.
Gene Bervoets, né le 26 mars 1956 à Anvers, est un acteur belge.

## Biographie
Après avoir étudié les arts dramatiques à Anvers au Studio Herman Teirlinck, il commence sa carrière en 1979 dans le film Femme entre chien et loup (Vrouw tussen hond en wolf) d'André Delvaux.
Il a tourné en 2006 'n Beetje verliefd.

## Filmographie partielle

### Cinéma
- 1987 : L'amour est un chien de l'enfer de Dominique Deruddere : Jeff
- 1987 : Skin : S.T.A.N.
- 1988 : L'Homme qui voulait savoir (Spoorloos) de George Sluizer : Rex Hofman
- 1993 : Ad fundum d'Erik Van Looy
- 1999 : Shades : Max Vogel
- 2003 : La Mémoire du tueur : Seynaeve
- 2008 : Loft :  le bourgmestre Van Esbroeck
- 2012 : De verbouwing de Will Koopman
- 2014 : Image de Adil El Arbi et Bilall Fallah
- 2015 : Paradise Trips (nl)
- 2015 : Armada : Van Ginneken
- 2015 : La Peau de Bax : Mertens
- 2015 : Wat mannen willen de Filip Peeters : Bruce
- 2018 : Gangsta : le juge d'instruction
- 2023 : À l'intérieur (Inside) de Vasilis Katsoupis : le propriétaire du penthouse

### Télévision
- 1997-1998 : Windkracht 10 : Peter Segers, futur chef des opérations
- 2012-2013 : Salamandre : le sénateur Guy Rasenberg
- 2013 : Albert II : Edmond d'Hulst, ami d'Albert II
- 2015 : Professor T. : Herman Donckers
- 2021 : Beau Rivage : Maurice

## Distinctions
- Mira d'or 2010
- Ensors 2015 : Meilleur acteur pour Paradise Trips